# 薇姬·卡耶塔诺
薇姬·卡耶塔诺（英語：Vicky Cayetano，1956年3月16日—）是美国商人和政治人物，曾于1997年至2002年担任夏威夷州第一夫人。1997年5月5日，她与时任州长本·卡耶塔诺在州长官邸华盛顿宫结婚。在担任第一夫人期间，她推动建造新的州长官邸，并将原有的官邸华盛顿宮改建为博物馆。后来她以民主黨人的身份参与2022年夏威夷州州長選舉。

## 早年生活
维姬出生于菲律宾马尼拉，父母为华裔菲律宾人，她在家里九个子女中排行第六。她曾参演电影，其中包括《獵艷情歌》。维姬全家搬到旧金山后曾就读于加州的斯坦福大学，但在大三之前就辍学创办了一家旅行社。

## 职业生涯
她于1988年协助创办了联合洗衣公司，为酒店和医院提供服务，并最终成为公司总裁兼首席执行官。

### 第一夫人
与本·卡耶塔诺结婚后，维姬继续经营洗衣公司，但投入时间减少。她在每周一或周二将下周的日程安排将行程分发给员工，使他们知晓她何时有空。她在晚上则专注陪伴家人，尤其是其子女。她于1999年参与檀香山仁人家园“女性建屋”项目，并因激励年轻女性的贡献，被夏威夷女童军评为当年“杰出女性”。
2001年，她提议将华盛顿宫改建为讲述利留卡拉尼女王生平的博物馆，为此她成立了基金会以筹资建造新的州长官邸。新官邸在原址后方建成，并最终赶在新任州长琳达·林格就任前完工。

### 卸任后
卸任第一夫人后，维姬继续管理联合洗衣服务公司。2011年，她获檀香山国际销售与市场营销高管协会评选为“年度销售人物”。2018年，在联合洗衣服务公司成立30周年之际，她荣获《太平洋商业新闻》“杰出女性事业成就奖”。次年，夏威夷大学旅游产业管理学院授予她“2019年旅游传承奖”。

### 2022年州长选举
2021年8月30日，卡耶塔诺宣布参选2022年夏威夷州长选举，接替因任期限制将卸任的州长大卫·伊艺。2022年8月13日，她在党内初选中以21%得票率败给乔希·格林的63%。
2023年，夏威夷州竞选经费委员会认定卡耶塔诺的竞选团队与一个超级政治行动委员会存在不当协作，联合发布攻击对手乔希·格林的负面广告，并对她处以1,000美元罚款。

## 个人生活
薇姬最初在加州与一位金融顾问结婚并育有两名子女，后来全家迁居夏威夷，最后这对夫妇于1992年离婚。当时本·卡耶塔诺正担任夏威夷州长，与前妻育有三名已成年的子女。两人分居五年后，于1996年结束长达37年的婚姻。卡耶塔诺与薇姬在檀香山俱乐部健身时相识，一年半后于1997年5月5日在州长官邸完婚。

## 轶闻
在时任中华人民共和国最高领导人江泽民1997年到访夏威夷对美国进行国事访问期间，他在州长本·卡耶塔诺的晚宴上以夏威夷吉他弹奏《夏威夷骊歌》，并邀请作为州长夫人的薇姬·卡耶塔诺演唱。